# Samuel Duvall
Samuel Duvall (* 11. März 1836 in Liberty, Indiana; † 26. September 1908 ebenda) war ein US-amerikanischer Bogenschütze.
Duvall gewann bei den Olympischen Spielen 1904 in St. Louis mit der Mannschaft, den Cincinnati Archers, im inneramerikanischen Duell mit den Potomac Archers die Silbermedaille in der Team American Round. Im Einzelwettbewerb Double American Round belegte er Rang 14.
Duvall ist bis zum heutigen Tage der älteste US-amerikanische Olympiateilnehmer sowie der Teilnehmer mit dem frühesten Geburtsdatum überhaupt (betr. die Olympischen Spiele der Neuzeit). Der Farmer und Lebensmittelhändler gewann nie eine nationale Meisterschaft.